# Kenna
Kenna är en ö i Kiribati.   Den ligger i örådet Abemama och ögruppen Gilbertöarna, i den sydöstra delen av landet, 150 km sydost om huvudstaden Tarawa.